# 피레트 칼다
 피레트 칼다(에스토니아어: Piret Kalda, 1966년 2월 4일 ~ )는 에스토니아의 배우이다.

## 생애
타르투에서 태어나고 자랐다. 세 형제 중 하나였다. 그녀는 타르투 제5 중등학교(현재의 Tartu Tamme Gymnasium)를 졸업하고 타르투에 있는 학교에 다녔다. 중등 학교를 졸업한 후 그녀는 탈린에 있는 탈린 주립 음악원의 연극 예술과(현재의 에스토니아 음악 및 연극 아카데미)에 등록하여 연기를 공부하고 1988년에 졸업했다.